# Elios-ügy
Az Elios-ügy vagy Tiborcz-ügy a magyar politikai élet egyik nagy port kavart korrupciógyanús ügye. Több városban ugyanaz a cég, az Elios végezte a közvilágítás korszerűsítését, melynek egyik célja az energiatakarékos, LED alapú utcai lámpák használata volt, a lakosság azonban azt érzékelte, hogy a projekt végén az utcák megvilágítása jóval gyengébb lett, mint előtte volt.
A korszerűsítés jelentős EU-támogatással történt. Magyarországgal szemben több ügyben felmerült a gyanú a pénzek nem megfelelő felhasználására, ezért az Európai Csalás Elleni Hivatal (OLAF) vizsgálatokat indított. Ezek egyike lett a 35 közvilágítási projekt.

## A pályázatok kiírása
Az OLAF a környezet és energia operatív program keretében megvalósított harmincöt közvilágítás-korszerűsítési projektet vizsgált. Ezeket 2009 szeptemberében, illetve 2012 decemberében írták ki épületenergetikai fejlesztések és a közvilágítás korszerűsítésére, valamint 2014 szeptemberében a közvilágítás energiatakarékos átalakítására.
A pályáztatás során felmerült szabálytalanságokról már 2015-ben cikkezett a magyar sajtó, sőt, rendőrségi vizsgálat is indult.
Az OLAF által vizsgált 35 pályázatból 17-nél úgy találták, hogy szervezett csalási mechanizmust építettek ki a pályázatok kiírásánál: a 2012-es csomagba tartozó pályázatokat úgy írták ki, hogy a feltételeknek csak az Elios Innovatív Zrt. vagy konzorciuma feleljen meg. Az OLAF szerint ezzel az egész módszerrel eleve baj van, mert a pályázatokat így nem a piaci körülményekre vagy ajánlatokra hivatkozva írták meg, hanem pont fordítva. Minden pályázatnál az volt a lényeg, hogy még éppen megfeleljenek az elvárt feltételeknek, de a lehető legnagyobb költséget fizesse értük az önkormányzat.

## Műszaki problémák
Az Európai Unió a környezetvédelem érdekében jópár éve kitűzte a világítás korszerűsítését. Néhány évvel ezelőtt Magyarországon is bevezették az energiatakarékos fényforrásokat, melyek a fénycsővel azonos elven és hatékonysággal működnek: ugyanannyi fény előállításához kb. tizedannyi energiát használnak fel a hagyományos izzóhoz képest.
A hagyományos lámpák (villanykörték) a felhasznált energia legnagyobb részét hőtermelésre pazarolják, fény előállítására csak 2–5%-nyi energia jut. A fénycsöveknél sokkal jobb a helyzet: 20–25%.
A LED-es fényforrások még hatékonyabbak, ui. még kisebb hőtermeléssel állítják elő a fényt. Igen népszerűek pl. kerékpárok világításához, elemlámpákhoz. Van viszont hátrányuk, hogy csak irányított fényt tudnak előállítani, szórt fényt nem, emiatt utcai lámpákhoz csak gondosan beállított, bonyolult fényvisszaverő elemek használatával alkalmasak. Az elemek beállítása viszont igen munkaerőigényes, következésképp drága, és minden bizonnyal ez nem történt meg megfelelően, ezért, illetve az alulméretezett teljesítményű fényforrások miatt túl kevés fényt érzékeltek az emberek, különösen a lámpáktól távolabb.

## Az Elios és Tiborcz István
Az  Elios  Innovatív  Zrt.  2009-ben  jött  létre ES Holding Zrt. néven. 2010-ben E-os Innovatív Zrt.-re, majd 2013-ban az elhíresült Elios Innovatív Zrt.-re változtatta a nevét.
Az alakuláskor a cégnek két tulajdonosa volt: Tiborcz István és egy magyar cég mögé bújtatva egy brit virgin-szigeteki offshore-cég, amit 2009 decemberétől egy ciprusi offshore váltott fel.
2010-től a Közgépen keresztül az akkori kormánypárti Simicska Lajos is jelen volt tulajdonosként a cégben, amiből két évvel később kiszállt, de osztalékot nem vett ki.
A  cég egyik alapítója Orbán Viktor miniszterelnök veje, Tiborcz István volt, aki egészen 2015 májusáig változó formákban szerepet vállalt a cégben:
- 2009-ben közvetett tulajdonos volt, egyben aláíró ügyvezető és igazgatósági tag
- 2010-től már nem volt tulajdonos, de maradt az igazgatóság tagja
- 2012 júniusától 2014 januárjáig igazgatótanácsi tag
- 2014 áprilisától ismét közvetett tulajdonos 50 százalékos tulajdonnal
- 2015. április végén eladta az Elios-beli érdekeltségeit a West Hungária Bau Kft.-nek.

## Tevékenység, bevételek
A cég az alapítás évében 8,4 millió forintos árbevételt termelt, 2011-re azonban ez az összeg meghaladta a hárommilliárdot.
2009-től 2013 végéig összesen 300 millió forint osztalékot termelt a cég, 2014-ben és 2015-ben – tehát már Simicska kilépése után – összesen már majdnem 1,5 milliárd forintot. 2014-ben, amikor Tiborcz István 50 százalékos tulajdonra tett szert az vállalatban, az Elios ismét közel hárommilliárd forint értékben nyert el közbeszerzéseket.
Az  Elios bevételeinek  túlnyomó része (az Átlátszó.hu szerint 84%-a)  uniós  finanszírozású  projektekből  származott, fő tevékenységük  LED-technológiás  közvilágítási  rendszerek  kiépítése  volt.  Az első nagy összegű tendert, ami később referenciául is szolgált az Eliosnak, 2010 márciusában nyerte el a Lázár János vezette Hódmezővásárhelyen. „Tiborcz Istvánt ismerem polgármester koromból. (...) Közösen találtuk ki, hogy Hódmezővásárhelyen hogy fogjuk a közvilágítást modernizálni, ami nagyszerű program volt.” – nyilatkozta Lázár János, a Miniszterelnökséget vezető miniszter 2017 novemberében.

## Az Elios elleni magyarországi nyomozások
A cég által megnyert közbeszerzések közül többet az a Sistrade Kft. készített elő, melynek tulajdonosa Hamar Endre, Tiborcz István üzlettársa, egy időben az Elios résztulajdonosa volt. Egy közzétett hangfelvétel szerint az Elios már másfél évvel azelőtt feltűnt egy nagy értékű projektben, hogy az arról szóló pályázatot egyáltalán kiírták volna.
Az első feljelentést 2014-ben tették. A rendőrség 2015 márciusában négy közbeszerzés kapcsán nyomozást indított az Elios Zrt. ellen és az OLAF is vizsgálni kezdte a közvilágítás-rekonstrukciókat finanszírozó KEOP 5.5.0/A/12 és KEOP  5.5.0/K/14  programokat,  amiket  iparági  források  szerint  az  Eliosra „írtak ki”. A nyomozás nem talált bűnre utaló nyomot, és 2016-ban lezárták. Ezután kezdett foglalkozni – Jávor Benedek beadványára – az OLAF a kérdéssel, itthon pedig Schiffer András akkori LMP-s képviselő tett újabb feljelentést.

## Az OLAF-jelentés
Az OLAF 43,7 millió euró, azaz több mint 13 milliárd forint uniós támogatás megvonását javasolja Orbán Viktor veje, Tiborcz István egykori érdekeltsége, az Elios Innovatív Energetikai Zrt. látványos közpénzes tarolása kapcsán.
2018. január 12-én a Legfőbb Ügyészség megkapta az OLAF igazságügyi megkeresését, és nyomozást indított az ügyben. 2018. november 6-án a rendőrség bűncselekmény hiányában megszüntette a nyomozást. (Ez ismét felveti Magyarország csatlakozását az Európai Ügyészséghez.)
Az OLAF úgy reagált a magyar rendőrség bejelentésére, hogy az „nem érvényteleníti az OLAF megállapításait és bizonyítékait. Ennek megfelelően később pénzügyi jóvátételt is kérhetnek a tagállamtól.”  Más szóval a visszakövetelt 13 milliárd „nem az Eliost és tulajdonosait érinti hátrányosan, hanem a magyar adófizetőket.”  Az Európai Számvevőszék eközben az OLAF jogköreinek bővítését kéri, hogy az Európai Ügyészségből kimaradó országok se úszhassák meg büntetlenül a korrupciót[mikor?].
A közvilágítás ügyében Siófok városa is érintett volt. A nyomozás lezárása után a polgármester úgy nyilatkozott, hogy a rendőrség semmilyen papírt nem kért tőle. Hódmezővásárhely is érintett volt, de őket sem kereste meg a rendőrség. Ezek után felmerül a kérdés, mit vizsgált a rendőrség, és milyen alapon hozta meg a döntését.
Még a nyomozás megszüntetése előtt a váci közvilágítás ügyét leválasztották a „nagy ügyről”, így azt tovább vizsgálják, bár ennek híre csak utóbb jutott el a médiába.

## Tájékoztatás
Az OLAF folyamatban levő ügyben nem hoz nyilvánosságra adatokat, csak az érintett kormánynak küldi el a jelentését, a 24.hu internetes újságnak viszont sikerült megszereznie a jelentést.
Az ügyről sem a kormány, sem a Fidesz nem hajlandó a közvéleményt tájékoztatni. Ehelyett a párt frakcióvezetője, Gulyás Gergely levélben utasította fideszes politikustársait (elsősorban az egyéni választókerületekben induló képviselőjelölteket), hogy mit hazudjanak, ha kérdéseket kapnak az üggyel kapcsolatban.
Miután a közszolgálati tévé 2018. november 12-ig egyetlen szót sem ejtett az Elios-ügyről, ezért Hadházy Ákos független képviselő tüntetést hirdetett december 9-ére a Kunigunda utcai tévé-székház elé.